# 瓜达卢佩岛

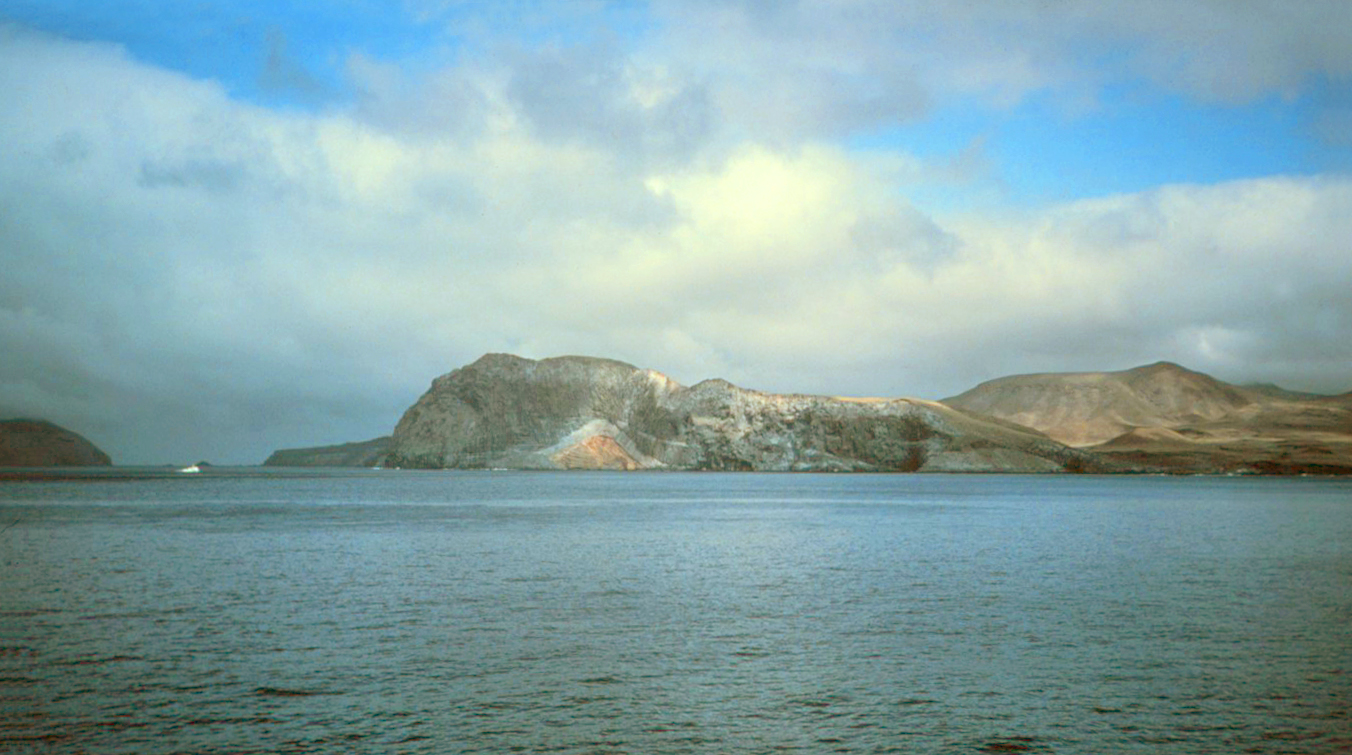

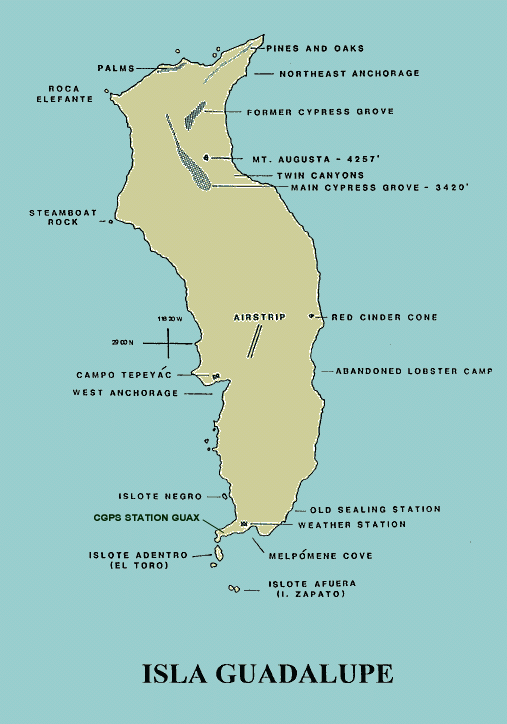

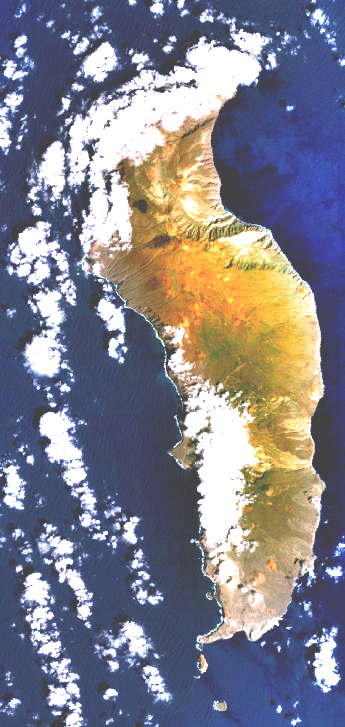

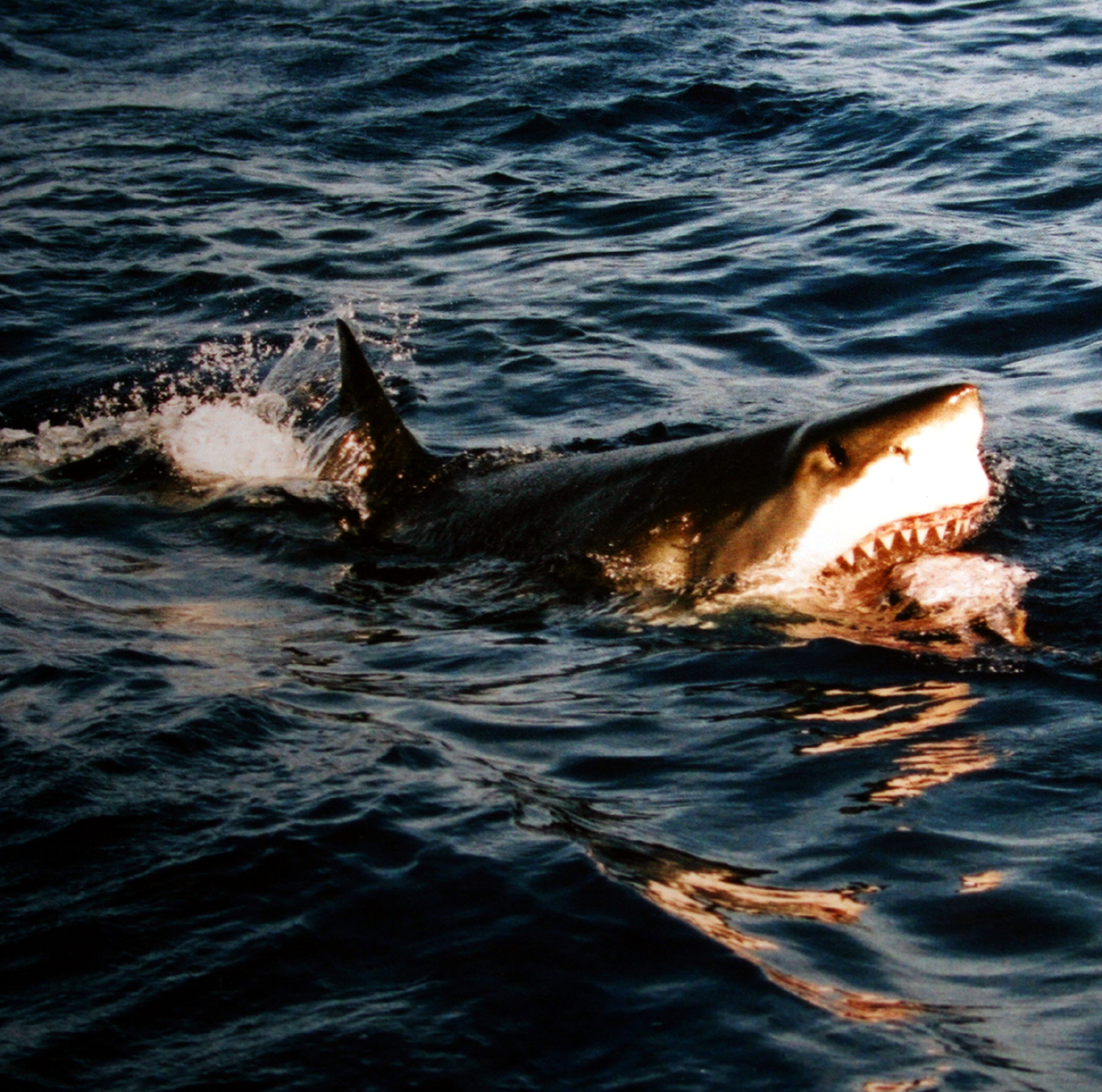

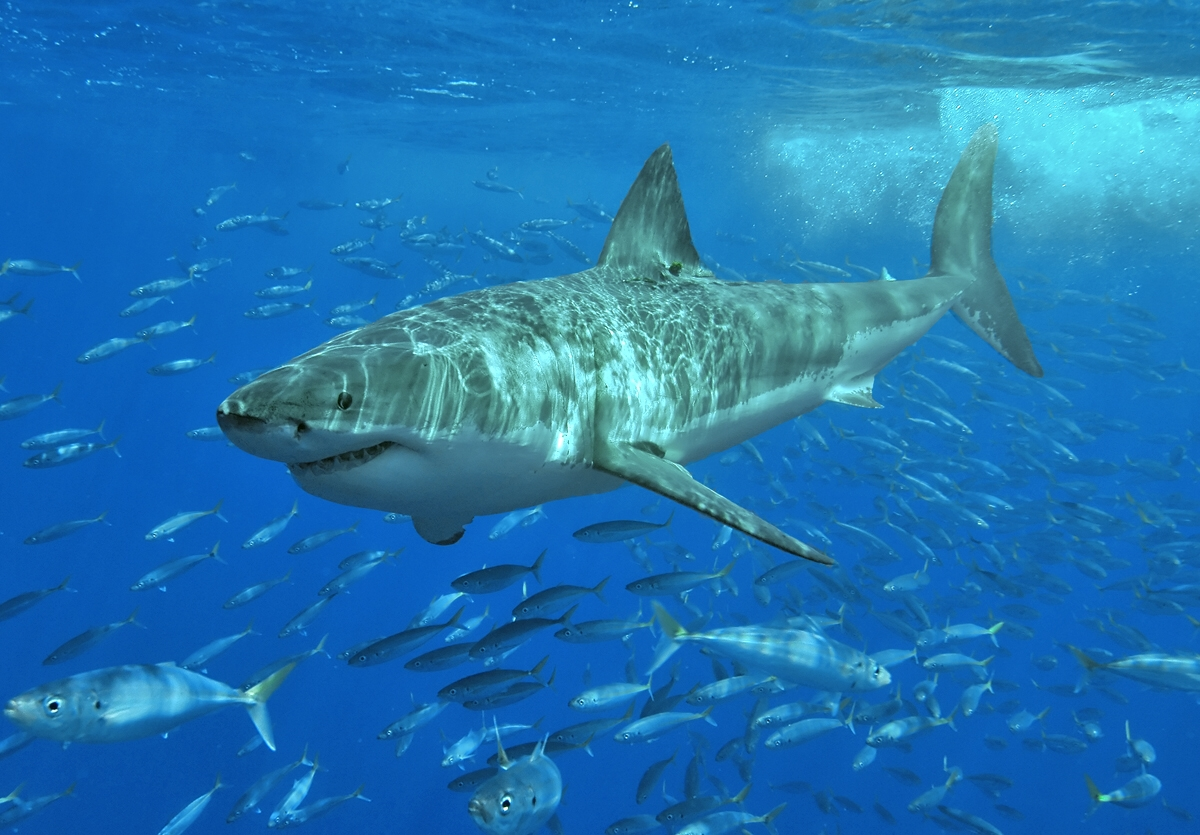

瓜達盧普島（西班牙语：Isla Guadalupe）是墨西哥的島嶼，位於恩森那達西南約400公里的太平洋海域，由下加利福尼亞州負責管轄，長35公里、寬9.5公里，面積244平方公里，最高點海拔高度1,298米，2008年人口僅15。

## 外部連結
- Sailing directions, with geographical information （页面存档备份，存于）
- Photographs of Isla Guadalupe （页面存档备份，存于）
- Seacology Guadalupe Island Project - updates on ecosystem
- Guadalupe Island Restoration Project （页面存档备份，存于） - Island Conservation

29°02′06″N 118°16′37″W / 29.03500°N 118.27694°W